# Крекінг-установка в Нижньокамську
Крекінг-установка в Нижньокамську — нафтохімічне виробництво, яке входить до складу об'єднання "Нижнекамскнефтехим" (Росія, Татарстан). Станом на середину 2010-х це другий за потужністю російський завод з виробництва етилену після установки об'єднання Казаньоргсинтез (втім, вони обидва мають невдовзі поступитись крекінг-установці в Тобольську).
Розвиток майданчику нафтохімічного спрямування в Нижньокамську почався у 1967 році із запуском газофракційної установки та створенням виробництв синтетичних каучуків. За цим у першій половині 1970-х тут ввели в експлуатацію установки дегідрогенізації, що виробляли ізопрен, бутадієн та ізобутилен. А в 1976-му стала до ладу установка піролізу (парового крекінгу) вуглеводневої сировини, призначена для виробництва етилену (450 тисяч тонн на рік), пропілену (197 тисяч тонн), бензолу (187 тисяч тонн) та все того ж бутадієну (54 тисячі тонн). 
Вироблений установкою етилен спрямовували по продуктопроводах Нижньокамськ — Казань (1976) та Нижньокамськ — Уфа — Салават (1977) на інші підприємства Татарстану та Башкирії, крім того, організували його споживання і на майданчику в самому Нижньокамську:
— в 1977-му почала роботу лінія з випуску етилбензолу — продукту реакції етилену та бензолу, дегідруванням якого отримують стирол. Первісно її потужність становила 172 тисяч тонн на рік, а вже наступного року була подвоєна;
— з 1980-го діяло виробництво оксиду етилену потужністю 120 тисяч тонн на рік, розширене у 1986-му ще на 200 тисяч тонн;
— з 1995-го організували випуск етилен-пропіленового каучуку (30 тисяч тонн);
— у 2009-му запустили власні потужності з полімеризації, котрі дозволяють випускати 230 тисяч тонн поліетилену.
Що стосується пропілену, то з 1982-го діяло виробництво оксиду пропілену (50 тисяч тонн на рік), за три роки розпочали випуск тримерів пропілену (75 тисяч тонн), а у 2006-му з'явилась можливість випуску поліпропілену в обсязі 180 тисяч тонн.
В 2012—2016 роках спорудили новий олефіновий блок, котрий дозволив довести потужність установки по етилену до 600 тисяч тонн на рік. Крім того, в 2017-му анонсували підписання меморандуму з німецькою компанією Linde, у випадку реалізації якого будуть споруджені дві нові крекінг-установки річною потужністю по 600 тисяч тонн етилену кожна. Зростає і виробництво бутадієну — в 2010-му воно становило 104 тисячі тонн (при цьому у фракціонування можуть залучати бутилен-бутадієнову фракцію, отриману від інших виробників, наприклад з азербайджанської крекінг-установки у Сумгаїті). 
Як сировину компанія використовує газовий бензин (naphtha), на який у 2015-му прийшлось 72 % підданих піролізу вуглеводнів, та зріджені вуглеводневі гази. При цьому в майбутньому збираються збільшити частку рідкої сировини до 80 %.